# برندی ملویل
برندی ملویل (انگلیسی: Brandy Melville) شرکت پوشاک ایتالیایی است، که در سال ۱۹۷۰ تأسیس شد.